# Kanton Montpezat-de-Quercy
Der Kanton Montpezat-de-Quercy war bis 2015 ein französischer Wahlkreis im Arrondissement Montauban, im Département Tarn-et-Garonne und in der Region Midi-Pyrénées. Der Hauptort war die Stadt Montpezat-de-Quercy. Vertreter im Generalrat des Départements war zuletzt von 1977 bis 2015 Raymond Massip (PRG).

## Gemeinden
Der Kanton bestand aus sechs Gemeinden:
| Gemeinde            | Einwohner Jahr | Fläche km² | Bevölkerungsdichte | Code INSEE | Postleitzahl |
| ------------------- | -------------- | ---------- | ------------------ | ---------- | ------------ |
| Labastide-de-Penne  | 131 (2013)     | 13,68      | 10 Einw./km²       | 82078      | 82240        |
| Lapenche            | 254 (2013)     | 8,11       | 31 Einw./km²       | 82092      | 82240        |
| Montalzat           | 666 (2013)     | 27,5       | 24 Einw./km²       | 82119      | 82270        |
| Montfermier         | 104 (2013)     | 6,55       | 16 Einw./km²       | 82128      | 82270        |
| Montpezat-de-Quercy | 1.513 (2013)   | 44,02      | 34 Einw./km²       | 82131      | 82270        |
| Puylaroque          | 670 (2013)     | 35,87      | 19 Einw./km²       | 82148      | 82240        |